# Chlopenní vada
Chlopenní vada označuje stav, kdy jedna nebo více srdečních chlopní nepracuje správně. Dochází k jejich nedostatečnému otevírání a kladou tak zvýšený odpor toku krve (stenóza – zúžení chlopně), nebo při uzavření dostatečně netěsní a krev se netěsností vrací (regurgitace – nedomykavost chlopně). Obě situace vedou k přetěžování srdce a časem ke zhoršení čerpací funkce srdce. 

## Příčiny
Nejčastější příčiny chlopenních vad obecně jsou:
- degenerativní změny
- vrozené vady chlopní
- prodělaná revmatická horečka
- infekce (zejména infekční endokarditida)
- sekundárně vede k poruše funkce chlopní řada stavů, které jsou spojeny s rozšiřováním (dilatací) srdečních oddílů a následnému vzniku relativní nedostatečnosti chlopenních cípů

## Dělení
Obecně se dělí na:
- zúžení – stenotické vady (stenózy) – srůstem cípů chlopní či ukládáním abnormálního materiálu dochází k nedostatečnému otevírání a tedy k zúžení průsvitu chlopně. Ta klade toku krve zvýšený odpor, srdeční oddíl před chlopní je přetěžován, protože musí vyvinout vyšší tlak k překonání překážky. Dochází tak ke zbytnění svaloviny (hypertrofii), později i rozšíření celého srdečního oddílu (dilataci)
- nedostatečnost – regurgitační vady – v důsledku poruchy cípů (jejich zjizvení či proděravění), či struktur, které fixují jejich polohu (papilární svaly či jejich šlašinky) či při nadměrném rozšíření prstence, na němž jsou cípy chlopní upevněny, je narušena těsnicí funkce chlopní, které za normálních okolností fungují jako jednocestný ventil. Krev se tak netěsnící chlopní vrací do předcházejícího oddílu a jistá část vypuzované krve jakoby proudila neustále "tam a zpět". Srdeční oddíly jsou tak přetěžovány nadměrným objemem, dochází k jejich rozšiřování i celkovému zbytnění svaloviny.

Častá je kombinace obou vad na jedné chlopni.
Podle typu vady a postižené chlopně se tak rozeznávají:
- na aortální chlopni: aortální stenóza a aortální regurgitace (aortální insuficience)
- na mitrální chlopni: mitrální stenóza a mitrální regurgitace (mitrální insuficience), zvláštním případem vady na mitrální chlopni je prolaps mitrální chlopně
- na trikuspidální chlopni: trikuspidální stenóza a trikuspidální regurgitace (trikuspidální insuficience)
- na chlopni plicnice (pulmonální chlopni): pulmonální stenóza a pulmonální regurgitace (pulmonální insuficience)

Často se kombinují vady na více chlopních.

## Klinické projevy
Lehčí chlopenní vady se neprojevují, naopak potíže jsou již projevem většinou pokročilejší vady. Vada může zůstat po celý život skryta. Může být zjištěna náhodně během lékařského vyšetření v důsledku vzniku srdečního šelestu. Většina chlopenních vad má tendenci se během života postupně zhoršovat. Základními projevy jsou:
- příznaky srdečního selhání: dušnost nejprve při námaze, později může být i v klidu, otoky dolních končetin, nadměrná únava, nevýkonnost, závratě až krátkodobé poruchy vědomí (synkopy)
- příznaky z poruch srdečního rytmu, které často doprovází chlopenní vady: bušení srdce, krátkodobé poruchy vědomí, stavy slabostí či závratí, náhlé úmrtí
- bolesti na hrudi
- projevy embolizace: v rozšířených srdečních oddílech mohou vznikat krevní sraženiny, které se krevním tokem mohou zanést do jiných částí krevního oběhu, tam ucpou větší či menší tepnu, což vede k poruše prokrvení tkání zásobovaných touto tepnou až ke vzniku infarktu.

## Vyšetření
Základem diagnostiky je ultrazvukové vyšetření (echokardiografie), prováděná z povrchu těla nebo přesněji k vyhodnocení chlopní může být použita sonda zavedená do jícnu, který je v těsné blízkosti srdce a vyšetření tak není rušeno z tkání hrudní stěny či plic. Toto vyšetření se označuje jako jícnová (transesofageální) echokardiografie. Ultrazvukové vyšetření je dle potřeby možno doplnit invazivnějším vyšetřením – srdeční katetrizací s měřením tlaku přímo v srdečních oddílech. Standardem před operací postižené chlopně je provedení koronarografie – tedy zobrazení věnčitých tepen, které zásobují srdeční sval krví. Pokud se zjistí významné postižení těchto tepen aterosklerózou, je možno u části nemocných současně při operaci našít srdeční bypass, který zlepší prokrvení srdečního svalu. Ke sledování funkce srdce se uplatňují i zátěžová vyšetření.

## Léčba
Podávání léků samotné postižení chlopní nevyléčí. Podávají se ke zmírnění potíží a uplatňují u pacientů s relativně lehčím postižením, kteří ještě nejsou k operaci vhodní, nebo u nemocných, pro něž by operace představovala v důsledku vysokého věku nebo dalších onemocnění příliš velkou zátěž. U některých vad je také možno léky a změnou návyků zpomalit zhoršování vady. Pokročilejší chlopenní vady je nutno řešit operačně – dle typu postižení se provádí buď chirurgická úprava chlopně (plastika) nebo její náhrada. Místo postižené chlopně se používá buď chlopeň mechanická nebo bioprotéza. U některých stenotických vad je také možno použít katetrizační balónkovou valvuloplastiku – v místě zúžené chlopně se nafoukne balónek (zavedený přes některou velkou cévu), který rozruší spoje mezi cípy a zlepší funkci chlopně. Její efekt však není tak velký jako u náhrady.